# ماسول
ماسول، موزول، ماسولوس یا موزولوس (۳۷۷–۳۵۳ پیش از میلاد) (به یونانی: Μαύσωλος یا Μαύσσωλλος)، (به کاریایی:[𐊪𐊠] 𐊲𐊸𐊫𐊦 Mauśoλ) به معنای «بسیار خوشبخت» حاکم و ساتراپ کاریا که در اصل از ساتراپی‌های شاهنشاهی هخامنشی در آسیای کوچک محسوب می‌شد، بود. او به واسطه موقعیت قدرتمندی که پدرش هکاتومنوس (کاریایی: 𐊴𐊭𐊪𐊳𐊫 K̂tmño) که جانشین تیسافرن ساتراپ ایرانی کشته شده در ساتراپی کاریا شده و سلسله موروثی هکاتومن را بنیان نهاده بود، از مقام پادشاه و ساتراپ برخوردار شد. وی بیشتر به خاطر مقبره‌ای (زیارتگاه و بنای یادبود) که به دستور همسرش آرتمیس دوم (که خواهرش نیز بود) در هالیکارناس مرکز ساتراپی کاریا برای او ساخته و نامگذاری شده بود شناخته می‌شود.
ماسول در ۳۶۲ پیش از میلاد به همراه ساتراپی‌های هخامنشی در غرب آسیای کوچک بر اردشیر دوم شورید و توانست بخشهای زیادی از ایونیا و چند جزیرهٔ یونانی را به تصرف درآورد سپس در همکاری با رودسی‌ها علیه یونانیان جنگید.

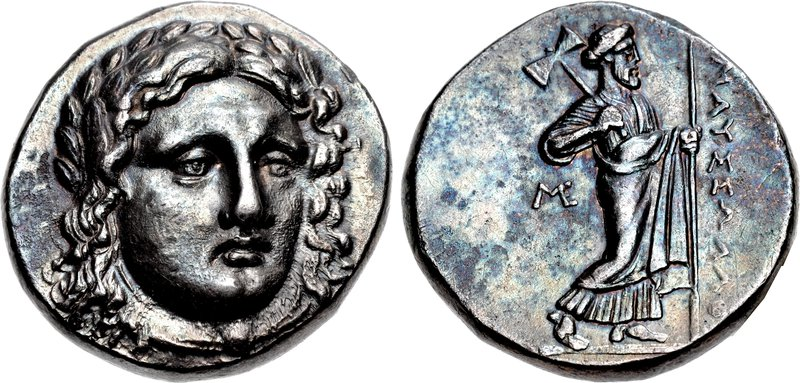
سکه ماسول به عنوان ساتراپی هخامنشی کاریا. یک روی سکه آپولون/زئوس به صورت ایستاده، و روی دیگر چهره MAYΣΣΩΛΛO (ماسول) افسانه‌ای. حدود ۳۷۶–۳۵۳ پیش از میلاد.

## زندگی‌نامه
ماسول بزرگترین پسر هکاتومنوس، یک کاریایی بومی بود که در پی قتل تیسافرن، در حدود ۳۹۵ سال پیش از میلاد، از طرف شاهنشاه ایران به عنوان ساتراپ کاریا منصوب شد. پس از مرگ هکاتومونوس پسرش ماسول با تأیید شاهنشاهی هخامنشی بر تخت ساتراپی کاریا شد.
ماسول در شورش بزرگ ساتراپ‌ها، هم از جانب فرمانروای خود یعنی اردشیر دوم و هم (مدت زمان کوتاهی) علیه او شرکت داشت. در سال ۳۶۶ پیش از میلاد، ماسول بنا به درخواست اردشیر دوم، به همراه وادفرداد ساتراپ لیدی بر ضد آریوبرزن، یکی از اعضای شورش بزرگ ساتراپ‌ها شرکت کرده و آدرامیتیون را محاصره نمود. این محاصره تا زمانی که آگسیلائوس دوم، پادشاه اسپارت، دربارهٔ عقب‌نشینی محاصره‌کنندگان مذاکره کرد ادامه داشت.
ماسول در حدود سال ۳۶۰ پ. م قسمت عمده‌ای از لیکیه را فتح کرد و به حکومت دودمان‌های حاکم در آنجا پایان داد. وی همچنین به ایونیا و چندین جزیره یونانی حمله کرد؛ او همچنین بین سالهای ۳۵۷–۳۵۵ پ. م با رودسیان بر ضد آتن و متحدینش همکاری کرد. وی پایتخت خود را از میلاس، مقر قدیمی پادشاهان کاریایی، به هالیکارناسوس منتقل کرد.
ماسول همچون پدرش به فرهنگ هلنیستی علاقه فراوان داشت. وی بیشتر به خاطر زیارتگاه با بنای یادبودی که به دستور آرتمیس دوم همسرش (که خواهرش نیز بود) برای او ساخته و آرامگاه هالیکارناسوس نامگذاری شد، شناخته می‌شود. انتیپاتر صیدایی مقبره را به عنوان یکی از عجایب هفتگانه جهان باستان ذکر کرد. ساتیروس و پیتیوس، و مجسمه سازان اسکوپاس پاروس، بریاکسیس، لئوخارس و تیموتئوس، کار را پس از مرگ آرتمیس دوم به پایان رساندند، بعضی از آنها صرفاً برای شهرت کار می‌کردند. این مکان و چند بقایای باقی مانده هنوز هم در بدروم ترکیه امروزی دیده می‌شود. اصطلاح "mausoleum" از نام او گرفته شده‌است و به‌طور عام برای هر مقبره بزرگ استفاده می‌شود.
کتیبه‌ای کشف شده در میلاس باستان،جزئیات مجازات برخی از توطئه‌گران که در جشنواره‌ای در یک معبد در لابرائوندا در سال ۳۵۳ پیش از میلاد برای اجرای توطئه تلاش کردند، بیان می‌کند.